# Poiana Vâlcului, Buzău
Poiana Vâlcului este un sat în comuna Mânzălești din județul Buzău, Muntenia, România. Se află în nordul județului, în zona Munților Buzăului.